# Lyubimets
Lyubimets (en búlgaro: Любимец) es una ciudad de Bulgaria en la provincia de Haskovo.

## Geografía
Se encuentra a una altitud de 72 m s. n. m. a 277 km de la capital nacional, Sofía.

## Demografía
Según estimación 2013 contaba con una población de 7 256 habitantes.
|         | 2004  | 2005  | 2006  | 2007  | 2008  | 2009  | 2010  | 2011  | 2012  |
| Mujeres | 3 960 | 3 953 | 3 956 | 3 922 | 3 889 | 3 860 | 3 827 | 3 800 | 3 772 |
| Varones | 3 934 | 3 890 | 3 865 | 3 833 | 3 838 | 3 810 | 3 760 | 3 781 | 3 754 |
| Total   | 7 894 | 7 843 | 7 821 | 7 755 | 7 727 | 7 670 | 7 587 | 7 581 | 7526  |